# Microlejeunea
Microlejeunea là một chi rêu trong họ Lejeuneaceae.